# Xyletobius aurifer
Xyletobius aurifer là một loài bọ cánh cứng thuộc họ Ptinidae.